# Пйотрковиці-Великі
Пйотрковиці-Великі (пол. Piotrkowice Wielkie) — село в Польщі, у гміні Конюша Прошовицького повіту Малопольського воєводства.
Населення — 322 особи (2011).
У 1975-1998 роках село належало до Краківського воєводства.

## Демографія
Демографічна структура станом на 31 березня 2011 року:
|          | Загалом | Допрацездатний вік | Працездатний вік | Постпрацездатний вік |
| -------- | ------- | ------------------ | ---------------- | -------------------- |
| Чоловіки | 167     | 33                 | 115              | 19                   |
| Жінки    | 155     | 31                 | 92               | 32                   |
| Разом    | 322     | 64                 | 207              | 51                   |